# Liga Mexicana de Football Amateur Association
La Liga Mexicana de Football Amateur Association  fue la primera liga de fútbol nacional de México, se fundó en 1902 con cinco equipos pioneros: Orizaba Athletic Club, Pachuca Athletic Club, Reforma Athletic Club, México Cricket Club y British Club, siendo el Orizaba AC el primer campeón en la historia del fútbol mexicano.

## Historia

### Orígenes
El fútbol en México ya era conocido desde fines del siglo XIX. En 1884, México restableció relaciones diplomáticas con la Gran Bretaña y otorgó facilidades para la inversiones de ese país en suelo nacional; con las inversiones llegaron los británicos, establecieron comunidades y como la mayoría de ellos había practicado el fútbol en su escuela, el conocimiento de ese deporte era grupal. En esos mismos años la afición al fútbol creció en Inglaterra y Escocia gracias al ferrocarril; esta situación también fue determinante en México, pues las comunidades británicas más numerosas obtuvieron una comunicación continua por las rutas entre Veracruz, Orizaba, Puebla, Pachuca y Ciudad de México.
Así bajo el gobierno del general Porfirio Díaz se produjo un avance industrial en México; lo que permitió la llegada de un gran número de técnicos y trabajadores británicos en diversas áreas productivas, en este contexto se realizaron los primeros partidos de fútbol debidamente documentados en la historia de la República Mexicana. Estos encuentros sucedieron con motivo de la construcción del gran canal del desagüe en San Cristóbal Ecatepec. 
El 1 de noviembre de 1891, se celebró el primer juego entre los equipos Pearson's Wanderers, quienes eran remachadores en las dragas del canal, contra San Cristóbal Swifts, empleados de las tiendas de accesorios. El triunfo fue para los primeros por 1-0. El segundo partido, el de revancha, tuvo lugar el sábado 19 de diciembre de 1891, volviendo a ganar Pearson's Wanderers 1-0, aunque con una notable mejoría de San Cristóbal Swifts. No obstante, estos dos conjuntos no formarían parte de la Liga Mexicana de Football Amateur Association.
Los mineros ingleses que radicaban en la ciudad de Pachuca fundaron en 1892 el tercer equipo de México dedicado al fútbol, el Pachuca Football Club, que en 1895 se fusionaría con el Pachuca Cricket Club y el Valasco Cricket Club para formar el Pachuca Athletic Club. En Orizaba, Veracruz, trabajadores de origen escocés de la fábrica textil El Yute formaron el Orizaba Athletic Club y se declararon listos para enfrentar a cualquier equipo que así lo quisiera.
En la capital del país surgirían tres equipos más en el año de 1901. El México Cricket Club, fundado en 1827, siendo el club deportivo más antiguo de México, decidiría incursionar en el fútbol, de igual manera lo haría el Reforma Athletic Club, donde desde su fundación en 1894 se había practicado Críquet, Tenis, Golf y Polo. El otro equipo lo fundaría Percy Clifford, uno de los miembros más activos del Reforma Athletic Club, creando a la par del nacimiento del equipo de fútbol del Reforma, un club cuyo principal motor sería precisamente el fútbol, el British Club.
Comprendiendo que no tendría mayor interés practicar un deporte como el fútbol, sin que se estableciera una competencia de carácter oficial; estos 5 equipos crearían el 19 de julio de 1902, la Liga Mexicana de Football Amateur Association, terminando con todo éxito la primera competencia formal.

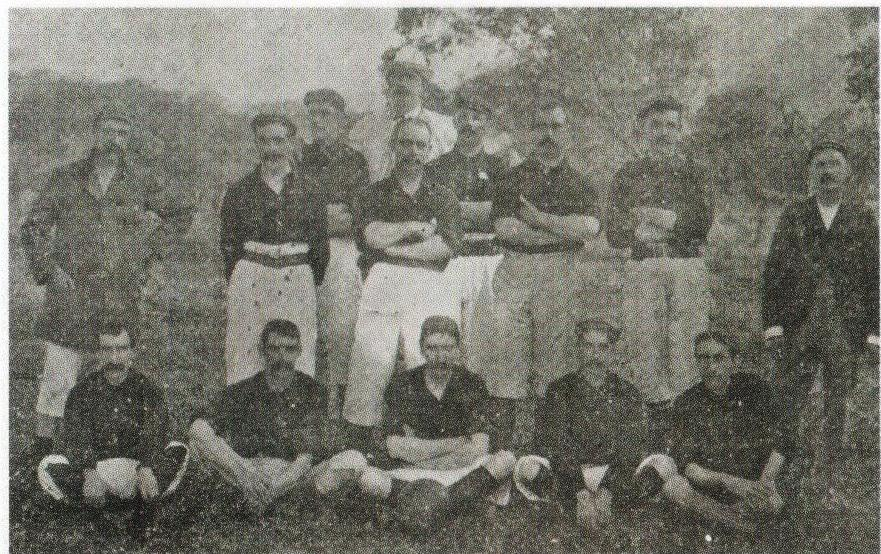
Orizaba AC en el año 1902.

Entre quienes más impulso dieron al fútbol en México, se encuentran Percy Clifford y Robert J. Blackmoore; este segundo trajo las normas de juego y los primeros balones reglamentarios. El inglés Alfred C. Crowle, que desde 1908 jugó en Pachuca Athletic Club, tuvo también bastante influencia en este deporte.

### El primer torneo y el primer campeón
En el primer torneo oficial disputado, se enfrentaron todos los equipos a una sola vuelta, es decir, solo hubo 4 partidos por equipo. El 19 de octubre de 1902 se inauguró la Liga Mexicana con el primer partido entre el México Cricket Club y el British Club, resultando triunfantes los segundos con un abultado marcador de 1-5, este sería un día histórico para el fútbol mexicano.
Los partidos se dividieron en dos tiempos de 35 minutos debido a la altura de la Ciudad de México, y se asignaron 2 puntos por encuentro ganado, 1 por empate y 0 por derrota. El estilo de los equipos era el clásico de la época, alineando a 2 defensores, 3 mediocampistas y 5 delanteros. Comúnmente los equipos buscaban dar el balón a sus extremos para que estos centraran el balón y alguien llegara a rematar a portería, imperando en todos los partidos la patada y carga.
Al final del torneo, el México Cricket Club visitó al Orizaba que ocupaba ganar para poder ser campeón y evitar que el Reforma, que contaba con 6 puntos habiendo ya disputado sus 4 encuentros, lo hiciera. El Orizaba terminó quedándose con los 2 puntos ya que el México Cricket Club perdió por default al no completar el mínimo de jugadores requeridos y de esta forma el equipo veracruzano se coronaría con 7 puntos, siendo el primer campeón en la historia del fútbol mexicano.
En 1910 se funda el Club de Fútbol México, el primer equipo de fútbol formado en su mayoría por mexicanos encabezados por Alfredo B. Cuellar, Jorge Gómez de Parada y Alberto Sierra, y luego otros promovidos por las colonias extranjeras: el Rovers y el España en 1912, el Amicale Française en 1913, el Centro Deportivo Español en 1915, el Germania FV en 1916, el Asturias FC en 1919, y el Aurrerá en 1921.

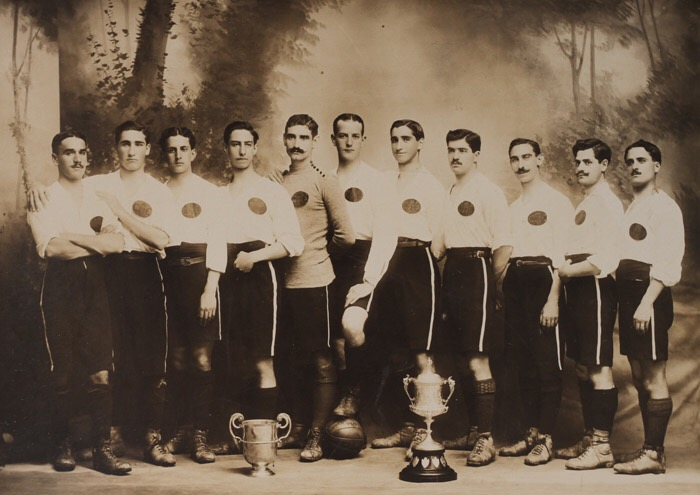
El España campeón de la Liga en la temporada 1915-16.

El Club América, fundado con la unión de dos Colegios Maristas en 1916, fue el primer equipo de importancia en la capital integrado por mexicanos.
De forma regular participaron clubes ajenos al Distrito Federal como Pachuca AC, Puebla AC, España de Veracruz y Orizaba AC; siendo el Pachuca, el más exitoso de estos, coronándose en las temporadas 1904-05, 1917-18 y 1919-20. En el año de 1919 se produjo una escisión en la Liga Mexicana, ya iniciada la temporada. Los clubes España y España de Veracruz, solidarizados con la expulsión del club Tigres, se retiraron de la Liga y fundaron el 9 de febrero su propio circuito denominado Liga Nacional. Como dicha idea no prosperó, los albinegros programaron una serie de encuentros amistosos para mantenerse en activo, ante rivales tan diversos como el España de Orizaba al que golearon 9-0 el 20 de octubre de 1919, o sus triunfos 4-0 y 2-0 sobre Tigres, 2-0 sobre el Río Blanco y las conquistas de la Copa Alfonso XIII en una serie de tres partidos sobre el Reforma y de la Copa Elche en dos juegos sobre el Asturias.
El poder e influencia del cuadro hispano era tal, que la prensa de la época optaba por cubrir sus espacios deportivos con dichos encuentros. La injerencia del España sobre los medios, propicio que pocas noticias se publicaran sobre la Liga Mexicana, de la cual se sabe que el Pachuca se alzó con el trofeo y que la Copa Tower fue suspendida antes de su finalización.
La separación de ambas ligas se concretó en la temporada 1920-21; la Liga Nacional incluyó a América, España, Luz y Fuerza, Amicale y el Reforma. En tanto que la Liga Mexicana contó con la participación de Asturias, Deportivo Internacional, México, Morelos y el Germania. Inmediatamente después de la fundación de la primera Federación Mexicana de Fútbol, se unieron los clubes que pelearon por espacio de dos años para formar una sola competencia en agosto de 1922, a la que llamaron Campeonato de Primera Fuerza de la FMF. Es decir, ambos torneos se unificaron y nació el antecedente directo de la actual Primera División. Sería esta liga, cuyos miembros impulsaron la creación de la primera Selección nacional (que disputaría las primeras competencias oficiales en el extranjero del balompié mexicano) y también de la Federación.

## Participantes

### Equipos según el año de su debut
| Año                 | Debutantes (1902-22)                                 |
| ------------------- | ---------------------------------------------------- |
| 1902                |                                                      |
| British Club        |                                                      |
| México Cricket Club |                                                      |
| Orizaba A. C.       |                                                      |
| Pachuca A. C.       |                                                      |
| Reforma A. C.       |                                                      |
| 1904                | Puebla A. C.                                         |
| 1904                | San Pedro Golf Club (antes México Cricket Club)      |
| 1905                | México Country Club (antes San Pedro Golf Club)      |
| 1907                | México F. C.                                         |
| 1909                | Popo F. C.                                           |
| 1910                | British-Popo (unión entre British Club y Popo F. C.) |
| 1910                | Club México                                          |
| 1912                |                                                      |
| Club España         |                                                      |
| Rovers F. C.        |                                                      |
| 1913                | Amicale Française                                    |

| Año  | Debutantes (1902-22)                       |
| ---- | ------------------------------------------ |
| 1915 | Deportivo Español                          |
| 1915 | Junior Club                                |
| 1916 | Club España "B"                            |
| 1916 | Germania F. V.                             |
| 1917 | Club América                               |
| 1918 | Centro Unión (antes Club América)          |
| 1918 | Club España de Veracruz                    |
| 1918 | Tigres (antes Junior Club)                 |
| 1919 | C. F. Asturias                             |
| 1920 | Deportivo Internacional                    |
| 1920 | Luz y Fuerza (debutó en la Liga Nacional)  |
| 1920 | Morelos                                    |
| 1921 | C. F. Aurrerá (debutó en la Liga Nacional) |
| 1921 | Tranvías                                   |

Aparecen en negrita los equipos que militan actualmente en la primera categoría.

## Historial

### Liga Mexicana
| Temporada                                                  | Campeón                                 | Resultado                               | Subcampeón                              | D.T. Campeón                            |
| The Mexico Association Foot-ball League                    | The Mexico Association Foot-ball League | The Mexico Association Foot-ball League | The Mexico Association Foot-ball League | The Mexico Association Foot-ball League |
| ---------------------------------------------------------- | --------------------------------------- | --------------------------------------- | --------------------------------------- | --------------------------------------- |
| 1902-03                                                    | Orizaba A. C. (7 pts.)                  |                                         | Reforma A. C. (6 pts.)                  | Duncan Macomish                         |
| 1903-04                                                    | México Cricket Club (14 pts.)           |                                         | Reforma A. C. (11 pts.)                 | Claude M. Butlin                        |
| The Mexico Amateur Association Football League             |                                         |                                         |                                         |                                         |
| 1904-05                                                    | Pachuca A. C. (12 pts.)                 |                                         | British Club (12 pts.)                  | Charles Grenfell                        |
| 1905-06                                                    | Reforma A. C. (15 pts.)                 |                                         | México Country Club (10 pts.)           | Thomas R. Phillips                      |
| 1906-07                                                    | Reforma A. C. (12 pts.)                 |                                         | British Club (11 pts.)                  | Thomas R. Phillips                      |
| 1907-08                                                    | British Club (10 pts.)                  |                                         | México F. C. (6 pts.)                   | Percy Clifford                          |
| 1908-09                                                    | Reforma A. C. (6 pts.)                  |                                         | Pachuca A. C. (5 pts.)                  | Thomas R. Phillips                      |
| 1909-10                                                    | Reforma A. C. (11 pts.)                 |                                         | Popo Park F. C. (7 pts.)                | Thomas R. Phillips                      |
| 1910-11                                                    | Reforma A. C. (9 pts.)                  |                                         | Pachuca A. C. (5 pts.)                  | Thomas R. Phillips                      |
| 1911-12                                                    | Reforma A. C. (6 pts.)                  | 3-0                                     | Pachuca A. C. (6 pts.)                  | Thomas R. Phillips                      |
| Asociación de Aficionados de México en la Liga de Football |                                         |                                         |                                         |                                         |
| 1912-13                                                    | Club México (11 pts.)                   |                                         | Pachuca A. C. (10 pts.)                 | Antonio Sierra                          |
| 1913-14                                                    | Club España (16 pts.)                   |                                         | Rovers F. C. (13 pts.)                  | Francisco G. Ubierta                    |
| 1914-15                                                    | Club España (11 pts.)                   |                                         | Pachuca A. C. (8 pts.)                  | Francisco G. Ubierta                    |
| 1915-16                                                    | Club España (16 pts.)                   |                                         | Pachuca A. C. (13 pts.)                 | Francisco Arias                         |
| Liga Mexicana de Aficionados de Foot-ball Association      |                                         |                                         |                                         |                                         |
| 1916-17                                                    | Club España (15 pts.)                   |                                         | Pachuca A. C. (14 pts.)                 | Francisco G. Ubierta                    |
| 1917-18                                                    | Pachuca A. C. (13 pts.)                 |                                         | Deportivo Español (9 pts.)              | William Penguely                        |
| 1918-19                                                    | Club España (21 pts.)                   |                                         | Centro Unión (15 pts.)                  | Francisco Arias                         |
| 1919-20                                                    | Pachuca A. C. (8 pts.)                  |                                         | Germania F. V. (7 pts.)                 | Alfred C. Crowle                        |
| 1920-21                                                    | No reconocidoa                          | No reconocidoa                          | No reconocidoa                          | No reconocidoa                          |
| 1921-22                                                    | No reconocidob                          | No reconocidob                          | No reconocidob                          | No reconocidob                          |

### Liga Nacional (Separatista)
| Temporada     | Campeón                    | Resultado     | Subcampeón             | D.T. Campeón    |
| Liga Nacional | Liga Nacional              | Liga Nacional | Liga Nacional          | Liga Nacional   |
| ------------- | -------------------------- | ------------- | ---------------------- | --------------- |
| 1920-21       | Real Club España (14 pts.) |               | Club América (11 pts.) | Francisco Arias |
| 1921-22       | Real Club España           | 2-0           | Club América           | Francisco Arias |

a. El C. F. Asturias terminó la temporada en la cima de la tabla; sin embargo, no es reconocido oficialmente por la asociación organizadora debido a la anomalía imperante que existió en ese año al jugarse dos ligas a la vez (Mexicana y Nacional).

b. Ambas ligas (Mexicana y Nacional) se continuaron jugando este año, sin embargo, el campeón Germania F. V. no fue reconocido oficialmente al igual que pasó con el C. F. Asturias la temporada pasada.

### Palmarés
| Club                | Títulos | Subcampeonatos | Años de los títulos                                  | Años de los subcampeonatos                                    |
| ------------------- | ------- | -------------- | ---------------------------------------------------- | ------------------------------------------------------------- |
| Reforma A. C.       | 6       | 2              | 1905-06, 1906-07, 1908-09, 1909-10, 1910-11, 1911-12 | 1902-03, 1903-04                                              |
| Club España         | 5       | -              | 1913-14, 1914-15, 1915-16, 1916-17, 1918-19          | -                                                             |
| Pachuca A. C.       | 3       | 7              | 1904-1905, 1917-18, 1919-20                          | 1908-09, 1910-11, 1911-12, 1912-13, 1914-15, 1915-16, 1916-17 |
| British Club        | 1       | 2              | 1907-08                                              | 1904-05, 1906-07                                              |
| México Cricket Club | 1       | -              | 1903-04                                              | -                                                             |
| Orizaba A. C.       | 1       | -              | 1902-03                                              | -                                                             |
| Club México         | 1       | -              | 1912-13                                              | -                                                             |
| México Country Club | -       | 1              | -                                                    | 1905-06                                                       |
| México F. C.        | -       | 1              | -                                                    | 1907-08                                                       |
| Popo F. C.          | -       | 1              | -                                                    | 1909-10                                                       |
| Rovers F. C.        | -       | 1              | -                                                    | 1913-14                                                       |
| Deportivo Español   | -       | 1              | -                                                    | 1917-18                                                       |
| Centro Unión        | -       | 1              | -                                                    | 1918-19                                                       |
| Germania F. V.      | -       | 1              | -                                                    | 1919-20                                                       |

### Palmarés de la Liga Nacional (Separatista)
| Club             | Títulos | Subcampeonatos | Años de los títulos | Años de los subcampeonatos |
| ---------------- | ------- | -------------- | ------------------- | -------------------------- |
| Real Club España | 2       | 0              | 1920-21, 1921-22    | -                          |
| Club América     | -       | 2              | -                   | 1920-21, 1921-22           |

## Campeones de goleo
| Temporada | Nombre                                             | Equipo           | Goles | Juegos | Goles/Juegos |
| --------- | -------------------------------------------------- | ---------------- | ----- | ------ | ------------ |
| 1902-03   | John Hogg                                          | British Club     | 4     | 4      | 1            |
| 1903-04   | Julio Lacaud                                       | Reforma          | 4     | 8      | 0.5          |
| 1904-05   | Percy C. Clifford                                  | British Club     | 5     | 8      | 0.625        |
| 1905-06   | Claude M. Butlin                                   | Reforma          | 6     | 7a     | 0.85         |
| 1906-07   | Percy Clifford                                     | British Club     | 5     | 8      | 0.625        |
| 1907-08   | John Hogg                                          | British Club     | 4     | 6      | 0.67         |
| 1908-09   | Jorge Gómez De Parada William Bray                 | Reforma Pachuca  | 3     | 4      | 0.75         |
| 1909-10   | Robert J. Blackmore                                | Reforma          | 4     | 6      | 0.67         |
| 1910-11   | Claude M. Butlin Alfred C. Crowle                  | Reforma Pachuca  | 2     | 4      | 0.5          |
| 1911-12   | John Hogg                                          | British Club     | 3     | 4      | 0.75         |
| 1912-13   | Jorge Gómez De Parada                              | Club México      | 5     | 10     | 0.5          |
| 1913-14   | Bernardo Rodríguez                                 | España           | 6     | 8      | 0.75         |
| 1914-15   | Harold B. Payne Bernardo Rodríguez Francisco Valle | Rovers FC España | 3     | 6      | 0.5          |
| 1915-16   | Lázaro Ibarreche                                   | España           | 7     | 10     | 0.7          |
| 1916-17   | Lázaro Ibarreche                                   | España           | 6     | 10     | 0.6          |
| 1917-18   | Lázaro Ibarreche                                   | España           | 6     | 10     | 0.6          |
| 1918-19   | Lázaro Ibarreche Frederick Williams                | España Pachuca   | 5     | 10     | 0.5          |
| 1919-20   | Alfonso Ortiz                                      | Pachuca          | 4     | 6      | 0.6          |

a. Claude M. Butlin se rompió dos costillas en el juego contra el Pachuca AC por lo que se perdió el penúltimo partido de la temporada frente al British Club.